# Daouda Guindo
Daouda Guindo (14 ottobre 2002) è un calciatore maliano, difensore del Salisburgo.

## Carriera

### Club
Cresciuto nel Guidars in Mali, Guindo è stato acquistato dal Salisburgo nel gennaio del 2021. È stato assegnato al Liefering, la seconda squadra del club biancorosso, con cui ha debuttato il 12 febbraio contro l'Austria Lustenau.
La stagione seguente è stato inserito nel gruppo della prima squadra con cui ha debuttato il 16 luglio contro l'Hertha Wels in ÖFB-Cup. Una settimana dopo ha giocato anche il suo primo incontro di Budnesliga contro lo Sturm Graz.
Il 27 giugno 2022 è stato prestato al San Gallo fino al termine della stagione. Schierato in campo con regolarità fin da inizio campionato, a gennaio ha fatto ritorno in Austria ma un mese più tardi ha subito un grave infortunio al ginocchio che ne ha chiuso anzitempo la stagione.

### Nazionale
Il 22 marzo 2024 esordisce in nazionale maggiore.

## Statistiche

### Presenze e reti nei club
Statistiche aggiornate al 30 marzo 2025.
| Stagione          | Squadra           | Campionato        | Campionato | Campionato | Coppe nazionali | Coppe nazionali | Coppe nazionali | Coppe continentali | Coppe continentali | Coppe continentali | Altre coppe | Altre coppe | Altre coppe | Totale | Totale | Totale |
| Stagione          | Squadra           | Comp              | Pres       | Reti       | Comp            | Pres            | Reti            | Comp               | Pres               | Reti               | Comp        | Pres        | Reti        | Pres   | Reti   |        |
| ----------------- | ----------------- | ----------------- | ---------- | ---------- | --------------- | --------------- | --------------- | ------------------ | ------------------ | ------------------ | ----------- | ----------- | ----------- | ------ | ------ | ------ |
| 2020-2021         | Liefering         | 2L                | 16         | 0          | -               | -               | -               | -                  | -                  | -                  | -           | -           | -           | 16     | 0      |        |
| 2021-2022         | Liefering         | 2L                | 7          | 2          | -               | -               | -               | -                  | -                  | -                  | -           | -           | -           | 7      | 2      |        |
| Totale Liefering  | Totale Liefering  | Totale Liefering  | 23         | 2          |                 | -               | -               |                    | -                  | -                  |             | -           | -           | 23     | 2      |        |
| 2021-2022         | Salisburgo        | BL                | 7          | 0          | CA              | 3               | 1               | UCL                | 1                  | 0                  | -           | -           | -           | 11     | 1      |        |
| 2022-2023         | San Gallo         | SL                | 15         | 1          | CS              | 2               | 0               | -                  | -                  | -                  | -           | -           | -           | 17     | 1      |        |
| 2023-2024         | Salisburgo        | BL                | 18         | 0          | CA              | 3               | 0               | UCL                | 0                  | 0                  | -           | -           | -           | 21     | 0      |        |
| 2024-2025         | Salisburgo        | BL                | 10         | 0          | CA              | 1               | 0               | UCL                | 4                  | 1                  | -           | -           | -           | 15     | 1      |        |
| Totale Salisburgo | Totale Salisburgo | Totale Salisburgo | 35         | 0          |                 | 7               | 1               |                    | 5                  | 1                  |             | -           | -           | 47     | 2      |        |
| Totale carriera   | Totale carriera   | Totale carriera   | 73         | 3          |                 | 9               | 1               |                    | 5                  | 1                  |             | -           | -           | 87     | 5      |        |

### Cronologia presenze e reti in nazionale
| Cronologia completa delle presenze e delle reti in nazionale ― Mali | Cronologia completa delle presenze e delle reti in nazionale ― Mali | Cronologia completa delle presenze e delle reti in nazionale ― Mali | Cronologia completa delle presenze e delle reti in nazionale ― Mali | Cronologia completa delle presenze e delle reti in nazionale ― Mali | Cronologia completa delle presenze e delle reti in nazionale ― Mali | Cronologia completa delle presenze e delle reti in nazionale ― Mali | Cronologia completa delle presenze e delle reti in nazionale ― Mali |
| Data                                                                | Città                                                               | In casa                                                             | Risultato                                                           | Ospiti                                                              | Competizione                                                        | Reti                                                                | Note                                                                |
| ------------------------------------------------------------------- | ------------------------------------------------------------------- | ------------------------------------------------------------------- | ------------------------------------------------------------------- | ------------------------------------------------------------------- | ------------------------------------------------------------------- | ------------------------------------------------------------------- | ------------------------------------------------------------------- |
| 22-3-2024                                                           | Marrakech                                                           | Mauritania                                                          | 0 – 2                                                               | Mali                                                                | Amichevole                                                          | -                                                                   |                                                                     |
| 26-3-2024                                                           | Marrakech                                                           | Nigeria                                                             | 0 – 2                                                               | Mali                                                                | Amichevole                                                          | -                                                                   |                                                                     |
| 6-6-2024                                                            | Bamako                                                              | Mali                                                                | 1 – 2                                                               | Ghana                                                               | Qual. Mondiali 2026                                                 | -                                                                   |                                                                     |
| 11-6-2024                                                           | Johannesburg                                                        | Madagascar                                                          | 0 – 0                                                               | Mali                                                                | Qual. Mondiali 2026                                                 | -                                                                   |                                                                     |
| Totale                                                              |                                                                     | Presenze                                                            | 4                                                                   |                                                                     | Reti                                                                | 0                                                                   |                                                                     |